# Selkirk (New York)
Pour les articles homonymes, voir Selkirk.
Selkirk est un hameau de la ville de Bethlehem dans le comté d'Albany, dans l'État de New York. Il est situé juste au sud d'Albany et fait partie de la banlieue de cette ville.

## Généralités
Un important quai de marchandises exploité par la subdivision Selkirk de CSX Transportation s'y trouve ; tout le trafic de marchandises de CSX à destination ou en provenance de Boston passe par Selkirk avant d'atteindre des destinations au nord, au sud ou à l'ouest. La route, connue sous le nom de «  Selkirk hurdle » est également utilisée par le trafic vers l'ouest en provenance de New York via le Alfred H. Smith Memorial Bridge.
La maison du Dr John Babcock, la grange Bethlehem n° 137 et la maison Schoonmaker sont inscrites au Registre national des lieux historiques.
Selkirk est accessible par l'autoroute de l'État de New York (New York State Thruway) à la sortie 22, à laquelle sont reliées les routes New York State Route 396 et New York State Route 144.